# Comstocklagarna
Comstocklagarna (engelska: Comstock laws) är samlingsnamnet på ett antal federala lagar som infördes i USA 1873, samt de följande delstatslagar som infördes i association till dem.
Den ursprungliga Comstocklagen infördes 3 mars 1873 med namnet "Act for the Suppression of Trade in, and Circulation of, Obscene Literature and Articles of Immoral Use". Den infördes efter framgångsrika påtryckningar från New York Society for the Suppression of Vice under ledning av Anthony Comstock, och fick därav sitt namn. Lagen förbjöd distribueringen av "osedligt material", vilket innefattade pornografi, sexleksaker, och information om preventivmedel och abort. I praktiken förbjöd lagen preventivmedel och abort i USA. En federal lag från 1909 kompletterade lagen med att förbjuda distribution av även andra distributörer än U.S. Post Office. De två federala lagarna kompletterades av ett antal delstatslagar. Bland annat förbjöds även import av sexuellt material från utlandet i Washington, D.C. 
Comstocklagarna ifrågasattes alltmer från sekelskiftet 1900 och framåt som juridiskt bristfälliga och osammanhängande. De ifrågasattes också av socialreformatorer som ville legalisera preventivmedel och abort, som inte uttryckligen förbjöds av Comstocklagarna men i praktiken gjorde dem närmast omöjliga att utöva. Comstocklagarnas restriktioner kring preventivmedel och abort förklarades upphävda av USA:s högsta domstol genom rättsfallen Griswold v. Connecticut (1965) och Eisenstadt v. Baird (1972).